# St. Lewis
St. Lewis is een gemeente (town) in de Canadese provincie Newfoundland en Labrador. De gemeente ligt in het uiterste oosten van de regio Labrador. Het dorp stond voorheen ook bekend als Fox Harbour.

## Geschiedenis
In 1957 bouwde de United States Air Force een grote radarsite aan de rand van het dorp genaamd Fox Harbour Air Station. De site werd reeds in 1961 definitief gesloten. Het Canadese leger had er ook een LORAN-site, een langeafstandsnavigatiesysteem, die in gebruik was tot augustus 2010.
In 1981 werd het dorp St. Lewis officieel een town (gemeente).

## Geografie
St. Lewis is de meest oostelijk gelegen permanente nederzetting op het vasteland van Noord-Amerika. De plaats ligt aan het einde van Route 513, een provinciale route die de 30 km tussen St. Lewis en de westelijker gelegen Trans-Labrador Highway overbrugt.
Net ten noordoosten van het dorp ligt een vliegveld genaamd St. Lewis (Fox Harbour) Airport.

## Demografie
Het dorp kende in de jaren 1950 een stevige demografische groei, maar na de sluiting van de Amerikaanse radarsite in 1961 kwam er een plotse terugval. In de jaren erna herstelde de bevolkingsomvang zich echter geleidelijk aan.
In 1981 werd de plaats een gemeente met een iets groter grondgebied dan wat voorheen tot St. Lewis gerekend werd. Het volledige gemeentelijke grondgebied van St. Lewis wordt sinds 1986 gepeild, wat de grote groei tussen 1981 en 1986 verklaart.
Vanaf begin jaren 1990 kent het dorp, net zoals de meeste afgelegen plaatsen in de provincie, een dalende demografische trend. Tussen 1991 en 2021 daalde de bevolkingsomvang van 339 tot 181, wat neerkomt op een daling van 158 inwoners (-46,6%) in dertig jaar tijd.
- Bron: Statistics Canada (1951–1986[1], 1991–1996[3], 2001–2006[4], 2011–2016[5], 2021[6])

Volgens de volkstelling van 2016 hadden alle inwoners het Engels als moedertaal en was niemand onder hen een tweede taal machtig.

## Gezondheidszorg
Gezondheidszorg wordt in de gemeente aangeboden door de St. Lewis Community Clinic. Deze gemeenschapskliniek valt onder de bevoegdheid van de gezondheidsautoriteit Labrador-Grenfell Health en biedt de inwoners eerstelijnszorg en spoedzorg aan. Er zijn vier personeelsleden in dienst, met name twee verpleegsters, een personal care attendant en een onderhoudsmedewerker, met daarnaast de regelmatige aanwezigheid van een bezoekend arts.